# Айзик Гурвіц
Айзик Гурвіц (їд. אײַזיק הורװיץ; 19 грудня 1885, Дубоссари, Тираспольський повіт, Херсонська губернія — після 1965, Кфар-Гіладі, Ізраїль) — єврейський письменник, журналіст і прозаїк, публіцист (їдиш, іврит), театральний режисер, що працював головним чином в Австралії.

## Життєпис
Навчався в хедері в Дубоссарах і з приватними вчителями. Коли йому було шість років, його батько помер, сім'я бідувала і в п'ятнадцятирічному віці Айзик Гурвіц був змушений кинути навчання і почати працювати. Був учасником першої сіоністської організації в Дубоссарах, потім жив в Одесі і Сибіру, служив у Російській армії.
1907 року емігрував до Палестини, працював у різних поселеннях. На початку 1910 року поїхав в Австралію, працював на фабриці в Мельбурні, потім на золотовидобутку на заході країни. Повернувшись до Мельбурна без засобів до існування, змінив безліч професій, був режисером у декількох театральних компаніях на їдиші та івриті, співзасновником культурного товариства та національної бібліотеки «Кадіма» (1911).
Протягом 1912—1918 років жив у Чикаго та Нью-Йорку, брав участь у робочому русі під егідою соціалістичної партії та організації «Дер арбетер-ринг». Приєднався до Єврейського легіону і воював на фронтах Першої світової війни в Палестині. Після демобілізації влаштувався на деякий час у Яффі, потім жив у Найробі (Кенія в Британській Західній Африці), де працював у лікарні, 1921 року повернувся до Австралії. 1951 року виїхав до Ізраїлю, де жив решту років.
Дебютував на івриті в газеті «Га-цфіра» (хаЦфіра, Варшава, 1903) публіцистикою і документальною прозою на тему Дубоссарського погрому. Публікувався в періодичних виданнях обома єврейськими мовами, зокрема «Дер фрайнд» (Варшава), «Шикагер форвертс» (Чикаго), «Їдише арбетер-велт» (Чикаго), «Їдише газете» (Нью-Йорк), «Ойстраліше їдише наєс» (Мельбурн). Став співзасновником газети «Ойстралієр лебн» (Австралійське життя) — однієї з двох щоденних газет Австралії на їдиші. У другому томі «Австралійського єврейського альманаху» (Ойстралиш-їдишер альманах) вийшла його робота про зародження єврейського культурного життя в Австралії. Книгу «Дос тог-бух фун а їдишн легіонер» (Щоденник єврейської легіонера) опубліковано в «Їдише арбетер-велт» у Чикаго; «Спогади золотошукача» (Ді зіхройнес фун а ґолд-ґребер) вийшли в нью-йоркській «Їдише газете». Книгу спогадів «Майн лебн» (Моє життя) видано в Буенос-Айресі 1965 року. Крім власного імені, публікувався під псевдонімом «Балакіл».

## Книги
- מײַן לעבן: אױטאָביִאָגראַפֿיִע פֿון אַ ייִד אַ װאַנדערער (майн лебн: ойтобиографие фун а ид а вандерер — моя жизнь: автобиография еврея-странника). Буэнос-Айрес: Бридер Вертхейн (братья Вертхейн), 1965. — 301 стр.[4]

## Галерея
- Фотопортрет з дружиною Хаєю і сином (Мельбурн, 1931) [Архівовано 5 вересня 2017 у Wayback Machine.]